# Stig Lindgård
Stig Lindgård (ur. 12 marca 1924, zm. 13 marca 2015) – szwedzki lekkoatleta, sprinter, medalista mistrzostw Europy z 1946.
Zdobył brązowy medal w sztafecie 4 × 400 metrów na mistrzostwach Europy w 1946 w Oslo (sztafeta biegła w składzie: Folke Alnevik, Lindgård, Sven-Erik Nolinge i Tore Sten). Lindgård startował na tych mistrzostwach również w biegu na 400 metrów, ale odpadł w eliminacjach.
Jego rekord życiowy w biegu na 800 metrów wynosił 1:50,8 (ustanowiony 26 sierpnia 1949 w Sztokholmie).